# یاروشووکا (استان سلیزیا سفلی)
یاروشووکا (به لاتین: Jaroszówka) یک روستا در لهستان است که در گمینا خوینوو واقع شده‌است. یاروشووکا ۲۸۰ نفر جمعیت دارد.